# 黃德美 (政治人物)
黃德美 MLA（科威恰語：Qwulti’stunaat，？—），加拿大政治人物，2024年起以卑詩新民主黨黨員身份擔任卑詩省議會高域根谷選區議員。

## 生平
黃德美於卑詩省溫哥華島高域根谷土生土長，父母分別為華裔和原住民。她母親因與非原住民結婚，而根據當時的《印第安人法令》被逼放棄法定原住民地位。國會於1985年通過C-31號議案修改該法令後，黃德美和母親的法定原住民地位才獲恢復。她於2005年加入卑詩新民主黨，曾任省議員比爾·羅特利和羅力之選區助理12年。
她於2013年首次當選科威恰原住民部族議會議員，後四度連任。2018年地方選舉中她則當選北高域根地區議會議員，2022年地方選舉連任該職，期間一直身兼該兩項議員職務。她曾任北高域根署理長官，亦曾於高域根谷區域局理事會中擔任北高域根代表。
2024年5月，黃德美在無競爭對手下自動獲取新民主黨高域根谷選區候選人資格。該區在任省議員為綠黨黨魁索尼婭·福斯特諾，但她於2024年省選中改為競逐域多利燈塔山選區議席。高域根谷選區的界線亦於2021年選區重劃後有所更迭，部分原由綠黨盤據的地域改撥彎迪富卡—馬拉哈特選區，有評論因此看好黃德美選情。她於同年10月省選中當選高域根谷選區省議員，同年11月1日辭去科威恰原住民部族議會和北高域根地區議會議員職務，同年11月18日獲省長尹大衛委派出任鄉村衛生議會秘書，接替未有競逐連任省議員的萊真斐。
她曾居於溫哥華島鄧肯42年，現則居於北高域根的徹梅納斯社區。